# Take Me Home (album, Cher)
Take Me Home je patnácté studiové album zpěvačky a herečky Cher, vydané v lednu roku 1979 u Columbia Records.

## O Albu
V roce 1978 nebyla Cher zrovna v příznivé situaci, alespoň co se hudební kariéry týče. Její poslední čtyři studiové nahrávky, vydané pod Warner Bros Records., totálně propadly a Warněři od ní dali ruce pryč. Cher podepsala smlouvu se společností Casablanca Records, hlavně proto, že s ní točil její tehdejší přítel Gene Simmons ze skupiny Kiss. Byla stále pevně rozhodnutá, stát se hardrockovou zpěvačkou, ale vedení Casablanky si uvědomovalo, že další album jako Stars (1975) by znamenalo pohromu. Popové album Cherished (1977) také úspěch nemělo. S odpovědí na tuto situaci přišel generální ředitel společnosti Neil Bogart. Byla to disco hudba, která byla na konci sedmdesátých let ohromně v módě. Cher se nelíbil ani ten nápad, ani disko hudba. Vlivní činitelé Casablanky si vzaly Cher na paškál a začali jí klást nepříjemné otázky: „Tvá poslední alba vybouchla. Chceš ještě zpívat? Chceš mít ještě hit? Stojíš o další kariéru?“. Cher pochopila, že nemá na vybranou a s nechutí pod tlakem nahrála novou hudbu. Nebavilo jí to ani trochu. Chtěla dělat rockovou hudbu, ale jako rockovou zpěvačku jí nikdo nebral vážně.
Později však tvrdila: „Nikdy mně ani ve snu nenapadlo, že budu dělat disco. Lidé pořád říkají, že discu se nic nevyrovná, mně to přijde, jako by se řeklo, že svět je plochý. Jednou je ale tady... lidé by si to měli uvědomit. Je prostě úžasné! je to skvělá taneční hudba. Myslím si, že hudba, na kterou se dá tančit, bude pořád moderní.“
Album Take Me Home bylo Cher prvním ze dvou studiových nahrávek roku 1979. Produkce se ujali Bob Esty a Ron Dante, většinu písniček napsali Michele Aller a Bob Esty. Byl to také její úplný začátek v taneční hudbě.
Závěrečná balada "My Song (Too Far Gone)" je o nepovedeném manželství s Greggem Allmanem (1975 – 1979).
"Take Me Home" bylo také první album, které mělo tři rozšířené skladby: "Take Me Home" (12 "Mix), "Wasn't It Good" (12" Mix) a "Git Down" (12" Mix), která byla vydána na singlu "Hell on Wheels" z alba "Prisoner" (1979).
Mezi známé nevydané skladby patří: "Oh God America" a "Sometime Somewhere", které napsala sama Cher, ale nelíbily se jí. Ron Dante produkoval "If He'd Take Me Back Again" a rovněž zůstala nevydaná.
Album je věnované "Motýlu".
Známé je také pro svůj kontroverzní přebal: Cher jako vylkýra Brunhilda, se vším všudy, včetně brnění a rohů na přilbě.
Na podporu alba, Cher natočila dva videoklipy – "Take Me Home" a "Love And Pain" – pro svoji televizní show "Cher... and Other Fantasies". V "The Mike Douglas Show" vystoupila s písněmi "Take Me Home", "Love & Pain" a "Happy Was the Day We Met". V jiné show zas s písní "My Song (Too Far Gone)".
Album bylo úspěšné – prodalo se ho přes 4 500 000 – a pilotní singl "Take Me Home" se stal velkým hitem, prvním po pěti letech.
Také zrealizovala své první sólové turné "Take Me Home Tour", které bylo velmi úspěšné a dvě zastávky z Monte Carla a Caesars Palace v Las Vegas byly nahrány pro vysílání.
Na kompaktním disku bylo album vydáno společně s Prisoner pod názvem The Casablanca Years.

### Singly
Z alba vyšly tři singly. První singl byl "Take Me Home" a přinesl Cher další velký hit. "Wasn't It Good" byl vydán jako druhý singl a měl mírný úspěch. "It's Too Late to Love Me Now" slavila menší úspěch v americkém country žebříčku.

## Seznam skladeb
| Pořadí | Název                          | Autor                                    | Délka |
| ------ | ------------------------------ | ---------------------------------------- | ----- |
| 1.     | Take Me Home                   | Michele Aller, Bob Esty                  | 6:45  |
| 2.     | Wasn't It Good                 | Michele Aller, Bob Esty                  | 4:20  |
| 3.     | Say the Word                   | Michele Aller, Bob Esty                  | 4:59  |
| 4.     | Happy Was The Day We Met       | Peppi Castro                             | 4:00  |
| 5.     | Git Down (Guitar Groupie)      | Michele Aller, Bob Esty                  | 3:44  |
| 6.     | Love & Pain (Pain in My Heart) | Richard T. Bear                          | 3:25  |
| 7.     | Let This Be a Lesson to You    | Tom Snow                                 | 3:17  |
| 8.     | It's Too Late to Love Me Now   | Rory Bourke, Gene Dobbins, Johnny Wilson | 3:39  |
| 9.     | My Song (Too Far Gone)         | Cher, Brett Hudson, Mark Hudson          | 3:54  |

## Umístění
| Umístění (1979) | Pozice |
| --------------- | ------ |
| Kanada          | 24     |
| USA             | 25     |